# Могадишу
Могадишу (на сомалийски Muqdisho, наричан още Хамар, на сомалийски Xamar, на арабски مقديشو‎, правопис по Американската система BGN Mogadishu и Maqadīshū, на италиански: Mogadiscio), е най-големият град в Сомалия и столица на страната.
Градът е разположен по западното крайбрежие на Индийския океан. Населението му е около 1,7 млн. жители през 2006 г.

## Личности, родени в Могадишу
- Аян Хирси Али (р. 1969), нидерландска феминистка и политик

## Побратимени градове
- Анкара, Турция